# Harvey White
Harvey David White (* 19. September 2001 in Maidstone) ist ein englischer Fußballspieler. Der Mittelfeldspieler steht aktuell beim FC Stevenage unter Vertrag.

## Karriere

### Im Verein
Harvey White wurde in der im Südosten Englands liegenden Stadt Maidstone geboren und wechselte als Jugendspieler in die Jugendakademie des englischen Erstligisten Tottenham Hotspur. Dort durchlief er erfolgreich die Nachwuchsmannschaften des Traditionsvereins, ehe er am 26. November 2020 im Alter von neunzehn Jahren erstmals ein Pflichtspiel für Tottenham bestritt. Im Spiel der UEFA Europa League 2020/21 wurde er beim 4:0-Heimsieg gegen Ludogorez Rasgrad von Trainer José Mourinho eingewechselt und feierte damit sein Profidebüt. Nach einem Startelfeinsatz im FA Cup im Januar 2021 verlieh ihn Tottenham am 18. Januar 2021 an den Drittligisten FC Portsmouth. Für sein neues Team absolvierte der 19-Jährige einundzwanzig Ligaspiele in der EFL League One 2020/21 und erzielte dabei beim 1:0-Auswärtserfolg bei Oxford United sein erstes Pflichtspieltor und einzigen Treffer in der Saison. Als Tabellenachter verpasste er mit Portsmouth knapp den Einzug in die Aufstiegs-Play-offs und kehrte daraufhin nach Nordlondon zurück. 
Nachdem er in den folgenden eineinhalb Jahren in der U-21 von Tottenham aktiv gewesen war, wurde er Ende 2022 von Trainer Antonio Conte in den Kader der ersten Mannschaft hochgezogen und in den Vorbereitungsspielen nach der WM-Pause eingesetzt. Als Anerkennung für seine guten Leistungen in der Vorbereitung kam Harvey White am 4. Januar 2023 erstmals in der Premier League zum Einsatz, als er kurz vor Ende des Spiels beim 4:0-Auswärtssieg bei Crystal Palace eingewechselt wurde. Ende des Monats wurde der 21-Jährige an den Drittligisten Derby County ausgeliehen. Für Derby County absolvierte er 9 Ligaspiele während der Leihe.
Anfang September 2023 wechselte er zu Aufsteiger FC Stevenage in die EFL League One.

### In der Nationalmannschaft
Im Mai 2019 wurde Harvey White erstmals in die englische U-18-Nationalmannschaft berufen und absolvierte kurz darauf sein erstes Länderspiel. 2019 bestritt er insgesamt zwei Länderspiele für die englische U-18-Nationalmannschaft.